# Emmanuele I
Emmanuele I (... – Baghdad, aprile 960) è stato un vescovo cristiano orientale siro, patriarca della Chiesa d'Oriente tra il 938 e il 960.

## Biografia
Alla morte di Abramo III Abraza, il 26 giugno 937, i vescovi della Chiesa d'Oriente si trovarono ben presto d'accordo per scegliere come nuovo patriarca Elia, vescovo di Anbar, rinomato per erudizione e virtù. Ma l'approvazione del califfo fu ritirata dopo che il suo segretario, il cristiano Ibn Sangala, fu offeso da Elia, quando oramai tutto era già pronto per l'intronizzazione.
I vescovi dovettero scegliere una nuova persona, ma la loro indecisione favorì l'intervento di Ibn Sangala e di altri personaggi di corte, che imposero la scelta di un monaco del convento Aba Yusif di Balad di nome Emmanuele, a cui si attribuivano dei miracoli e visioni. Il suo arrivo a Baghdad fu ritardato dalla sua opposizione ad accettare l'incarico. Alla fine si decise a raggiungere la capitale ed ebbe un incontro con il califfo al-Radi, che approvò la sua nomina. Emmanuele fu consacrato, come tutti i suoi predecessori, nella chiesa di Kohe a Al-Mada'in, il 22 febbraio 938, per le mani del metropolita Luca di Mosul.
Il suo patriarcato durò poco più di 22 anni. Secondo Barebreo, Emmanuele era famoso per la sua castità e continenza, venerato e temuto dal suo popolo, straordinariamente alto e bello; ma era anche avaro e orgoglioso e aveva una lingua tagliente. Morì a Baghdad nel mese di aprile del 960 e fu sepolto nella chiesa di Nostra Signora (detta al-Kursi) del quartiere di Dar al-Rum di Baghdad.